# Село (фільм, 1984)
«Село» (англ. Country) — американська драма, яка розповідає про випробування та страждання сільської родини, яка намагається втриматися на своїй фермі під час важких економічних часів, які пережили сімейні ферми Америки в 1980-х. Сценарій фільму написав Вільям Д. Віттліфф, а в головних ролях — реальна пара Джессіка Ленґ і Сем Шепард. Режисером фільму став Річард Пірс, стрічку зняли на місці в Данкертоні та Редліні Айова, а також на Walt Disney Studios.
Джессіка Ленґ, яка також була співпродюсером фільму, була номінована на «Оскар» і «Золотий глобус» за свою роль.
Тодішній президент США Рональд Рейган заявив у своєму особистому щоденнику, що цей фільм «був відвертим пропагандистським повідомленням проти наших сільськогосподарських програм». Деякі члени Конгресу США сприйняли фільм настільки серйозно, що Джессіка Ленґ постала перед комісією Конгресу, щоб свідчити як експерт про життя на сімейних фермах.
«Село» був одним із трьох фільмів 1984 року, разом із «Річка» та «Місця в серці», які стосувалися перспективи "боротьби" сімейного фермерського життя.

## У ролях
- Джессіка Ленґ — Джевелл Айві
- Сем Шепард — Ґілберт «Джил» Айві
- Вілфорд Брімлі — Отіс
- Метт Кларк — Том Макмаллен
- Тереза Ґрехем — Марлен Айві
- Леві Л. Кнебел — Карлісл Айві
- Джим Гейні — Арлон Брюер
- Сандра Сікет — Луїза Брюер
- Алекс Гарві — Фордайс
- Стефані Стейсі-Пойнер — Міссі Айві